# باشگاه فوتبال عمرانیه‌اسپور
باشگاه فوتبال عمرانیه‌اسپور (انگلیسی: Ümraniyespor) یک باشگاه فوتبال مستقر در عمرانیه، ترکیه است که در حال حاضر در لیگ دسته اول فوتبال ترکیه، دومین سطح لیگ فوتبال در این کشور به فعالیت می‌پردازد.

## ورزشگاه خانگی
آن‌ها بازی‌های خانگی خود را در ورزشگاه شهرداری عمرانیه انجام می‌دهند که ۳۵۱۳ نفر ظرفیت دارد.

## تاریخچه
این باشگاه با لباس‌های قرمز و سفید بازی می‌کند، و این کار را از زمان تشکیل خود در سال ۱۹۳۸ انجام داده‌است. آنها برای اولین بار ۳ هفته قبل از پایان فصل ۲۰۲۱–۲۰۲۲، در تاریخ ۱ مه پس از پیروزی مقابل باشگاه فوتبال بالیکسیراسپور با نتیجه ۴ بر ۱، صعود خود را به سوپر لیگ فوتبال ترکیه تضمین کردند.
آن‌ها در پایان فصل ۲۰۲۲–۲۰۲۳ مجدداً به لیگ دسته اول فوتبال ترکیه سقوط کردند.